# Winston Faerber
Winston Faerber (Paramaribo, 27 maart 1971) is een Surinaams-Nederlands voormalig voetballer die als verdediger speelde.
Faerber speelde als prof voor FC Den Haag (sinds 1996 ADO Den Haag), Cardiff City FC dat uitkwam in de League Two en FC Den Bosch. Hij maakte bij die laatste club deel uit van de selectie die in het seizoen 2003/04 onder leiding van trainer-coach Gert Kruys rechtstreekse promotie wist af te dwingen naar de eredivisie. Daarna speelde hij als amateur nog lang in de Hoofdklasse. In 1997 kreeg hij met 10 duels een van de langste schorsingen in de Eredivisie nadat hij scheidsrechter Ruud Bossen geslagen had en de vierde official getrapt zou hebben. Hij werd trainer in het amateurvoetbal. Ook zijn broer Jurgen, met wie hij in de jeugd en bij TOGR samenspeelde, kwam als verdediger enkele keren uit voor ADO.